# Dietrich Wiebe
Dietrich Wiebe (* 19. September 1938 in Danzig-Langfuhr; † 5. Juli 2009 in Stocksee) war ein deutscher Geograph, Politiker der SPD und von 1988 bis 1996 Abgeordneter im Landtag Schleswig-Holstein.

## Leben
Dietrich Wiebe, der sich zur freikirchlichen Glaubensgemeinschaft der Mennoniten bekannte, besuchte das Ratsgymnasium Peine. In dieser Zeit war er auch als Musiker und Kraftsportler tätig. Im Jahr 1959 legte er das Abitur ab. Danach studierte er Geographie, Germanistik, Psychologie und Pädagogik an den Universitäten Göttingen und Kiel. 1967 wurde Wiebe in Kiel promoviert. Im Jahr 1976 konnte er sich habilitieren. Wiebe hatte seit 1981 bis zur Emeritierung eine Professur am Geographischen Institut der Christian-Albrechts-Universität zu Kiel inne.
Wiebe unternahm mehrere Forschungsreisen nach Afghanistan (1965, 1971–1972 und 1977) und in die Türkei (1967, 1974). Außerdem betrieb Wiebe regionalgeographische Untersuchungen in Schleswig-Holstein.
Wiebe gehörte seit dem Jahr 1978 der SPD an. Von 1988 bis 1996 war Dietrich Wiebe Mitglied des Landtages von Schleswig-Holstein und von 1993 bis 2008 Mitglied des Kreistages des Kreises Segeberg. In den Jahren 1978 bis 1998 und von 2002 bis 2003 war Wiebe während fünf Wahlperioden der Bürgermeister der Gemeinde Stocksee.
Im Juli 2009 ertrank er bei einem Badeunfall.

## Auszeichnungen
- 1994: Freiherr-vom-Stein-Medaille des Landes Schleswig-Holstein[4]
- 1998: Bundesverdienstkreuz am Bande[4]
- 2009: Ehrenbürgermeisterwürde der Gemeinde Stocksee[4]

## Veröffentlichungen
- Raumgestaltende Wirtschafts- u. Sozialsysteme in Mittelasien. Schöningh, Paderborn 1977, ISBN 3-506-23516-8.
- Stadtstruktur und kulturgeographischer Wandel in Kandahar und Südafghanistan. Geographisches Institut, Kiel 1978.
- Das Programm Nord. Kulturlandschaftswandel durch raumwirksame Staatstätigkeit in Schleswig-Holstein. Schöningh, Paderborn 1979, ISBN 3-506-23532-X.
- Afghanistan – Ein mittelasiatisches Entwicklungsland im Umbruch. Klett, Stuttgart 1984, ISBN 3-12-928861-9.